# Collezione Reynst

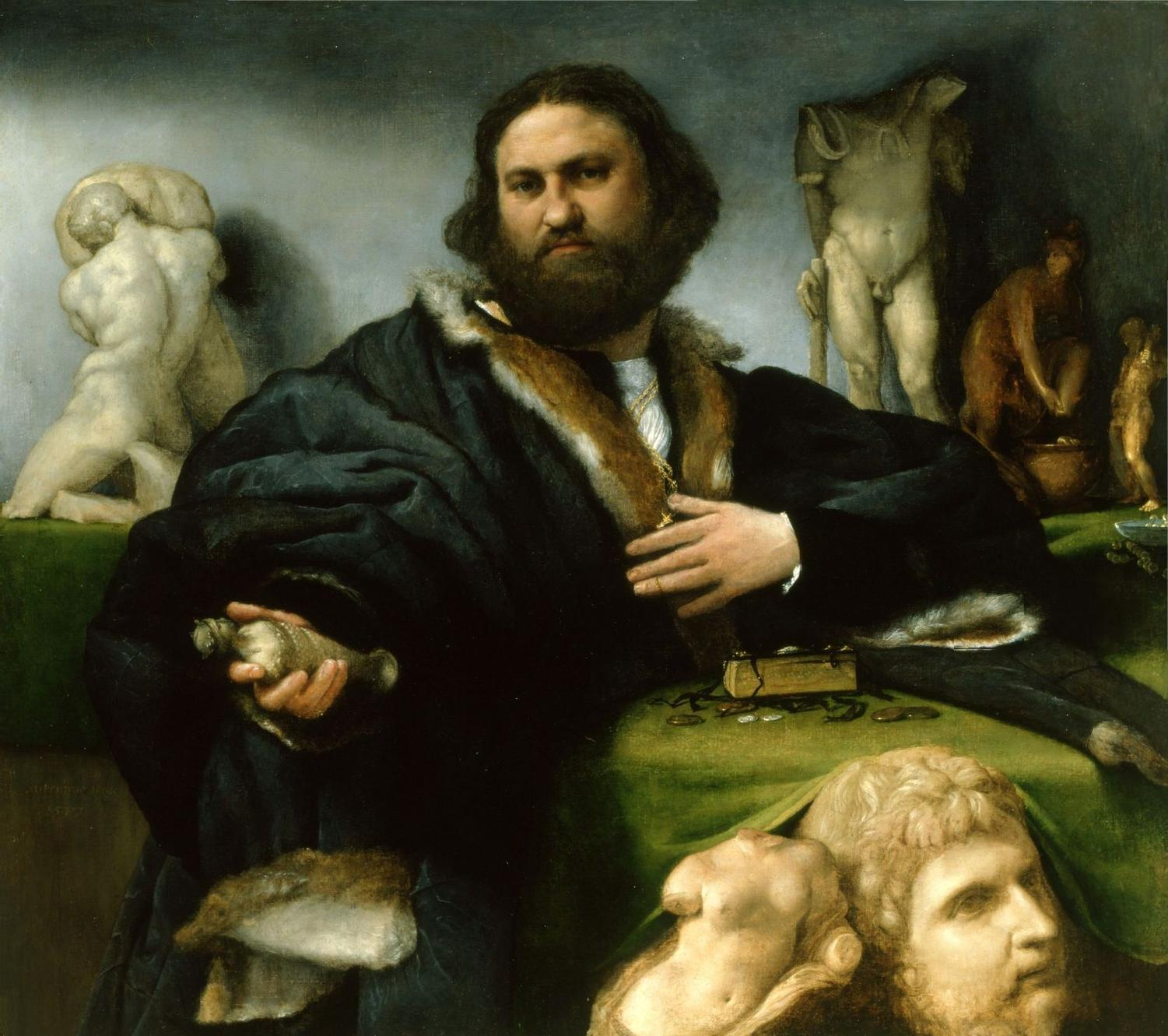
Lorenzo Lotto, Ritratto di Andrea Odoni, 1527. Parte del dono olandese, ora nella Royal Collection.

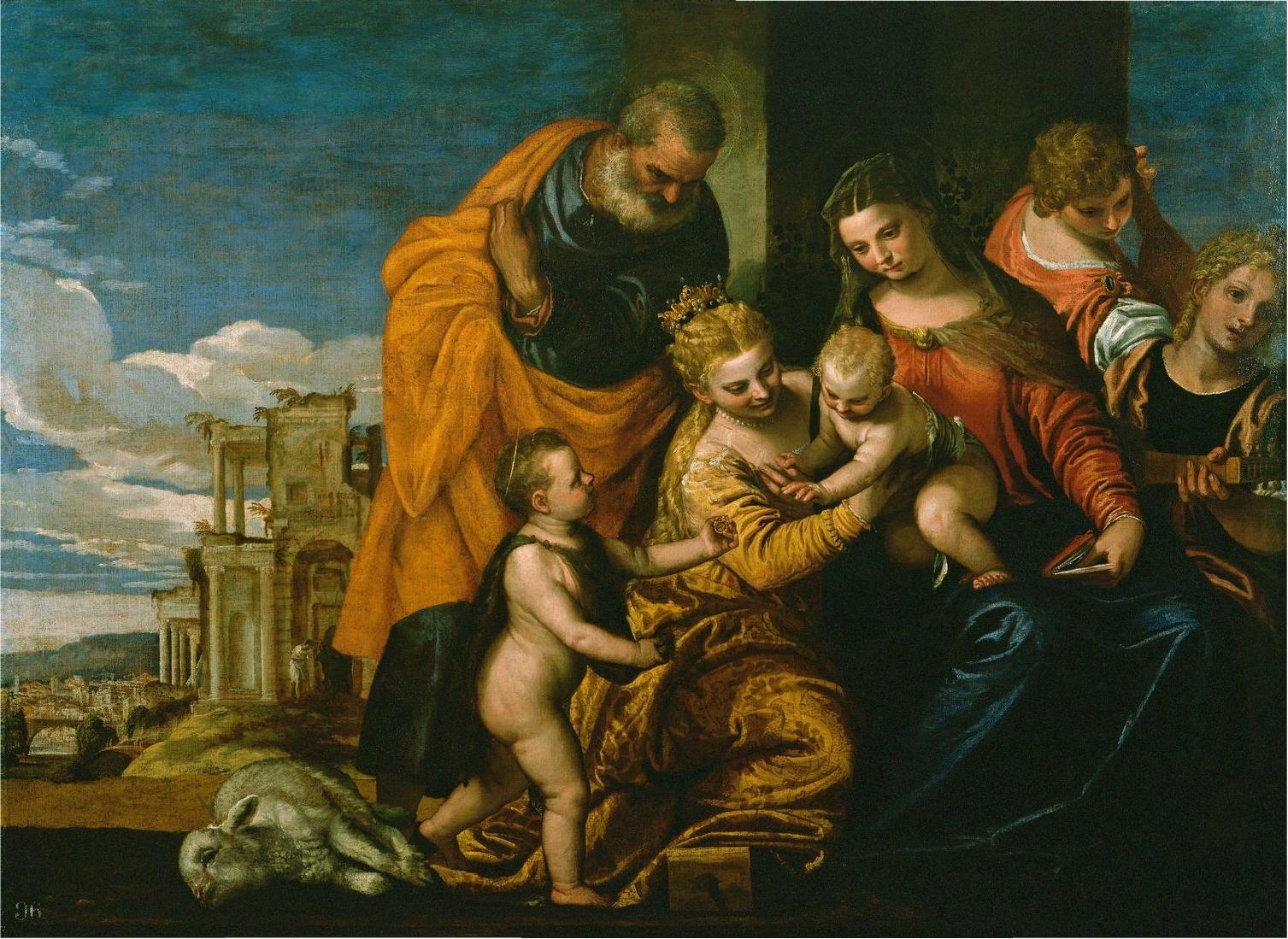
Paolo Veronese e bottega, Il matrimonio mistico di Santa Caterina d'Alessandria, c. 1562-9. Anch'esso parte,del dono olandese, ora nella Royal Collection.

La collezione Reynst, probabilmente la più estesa collezione olandese di arte e manufatti del XVII secolo, era di proprietà dei mercanti olandesi Gerrit Reynst (noto anche come Gerard Reynst) e Jan Reynst. La collezione era esposta nella loro casa all'insegna Hope sul Keizersgracht ad Amsterdam. Consisteva di oltre 200 dipinti italiani e oltre 300 sculture, molte delle quali antiche romane. C'erano altre antichità: dieci monumenti sepolcrali, cinque rilievi votivi, nove urne cinerarie, vasi "etruschi" e oggetti cristiani, oltre a gemme incise. La collezione fu dispersa negli anni 1660 e 1670, dopo che entrambi i fratelli erano morti e la vedova di Gerrit ne vendette parti a vari compratori.

## Storia della collezione
Nel 1625 Jan Reynst divenne il rappresentante della famiglia a Venezia, dove era conosciuto come Giovanni Reynst. Fu colpito dalle collezioni dei ricchi veneziani e decise di costruirne una sua. Poiché Venezia era in declino dopo che il commercio attorno al Capo di Buona Speranza distrusse il suo monopolio, molti mercanti vendettero le loro collezioni d'arte. Jan Reynst, invece di collezionare pazientemente per anni, acquistò la collezione di Andrea Vendramin (1556-1629) dalla sua vedova. Vendramin aveva meticolosamente catalogato la sua collezione nel 1627. Gli oggetti acquistati dalla sua vedova, circa 230 antichità, circa 140 dipinti e curiosità della storia naturale - un vero e proprio gabinetto delle curiosità - furono spediti ad Amsterdam e sarebbero rimasti il nucleo della Collezione Reynst, sebbene Jan Reynst abbia continuata a comprare oggetti d'arte a Venezia.
Messa in mostra nella casa di famiglia ad Amsterdam, la collezione restò in gran parte unita per diversi decenni. Fu tenuta una lista di visitatori, che include personaggi famosi come lo scrittore Joost van den Vondel e il poeta Constantijn Huygens. Una statua, presumibilmente di Cleopatra, fu donata alla principessa Amalia di Solms-Braunfels dopo che ella aveva mostrato interesse per essa quando durante la visita della collezione; fu consegnata il giorno prima che ella ricevesse la visita di Maria de' Medici, che senza dubbio intendeva impressionare.
Dopo che entrambi i fratelli Reynst furono morti, la collezione si disperse. Nel 1660 ebbe luogo la prima vendita, quando i migliori pezzi (24 dipinti e 12 sculture) furono acquistati dalla Repubblica olandese per l'elevato ammontare di 80.000 fiorini. Questa parte della collezione sarebbe diventato il dono olandese, che per lo più rimane nella collezione reale inglese (Royal Collection), che ha 14 dei dipinti, con altre opere ora nei musei. Tre delle antiche sculture sfuggirono all'incendio del Whitehall (1691) perché erano installate nel giardino dietro la Banqueting House. Altre parti della collezione finirono in Germania e presso altri collezionisti olandesi. Alcune antichità trovarono la loro strada per la collezione Papenbroek, e da lì alla collezione del Museo statale delle antichità olandesi.
Intorno al 1665-1670, dopo che la raccolta fu dispersa, furono finalmente pubblicate le incisioni di alcuni dei migliori pezzi, il progetto essendo stato iniziato nel 1655.